# Позичка національної оборони

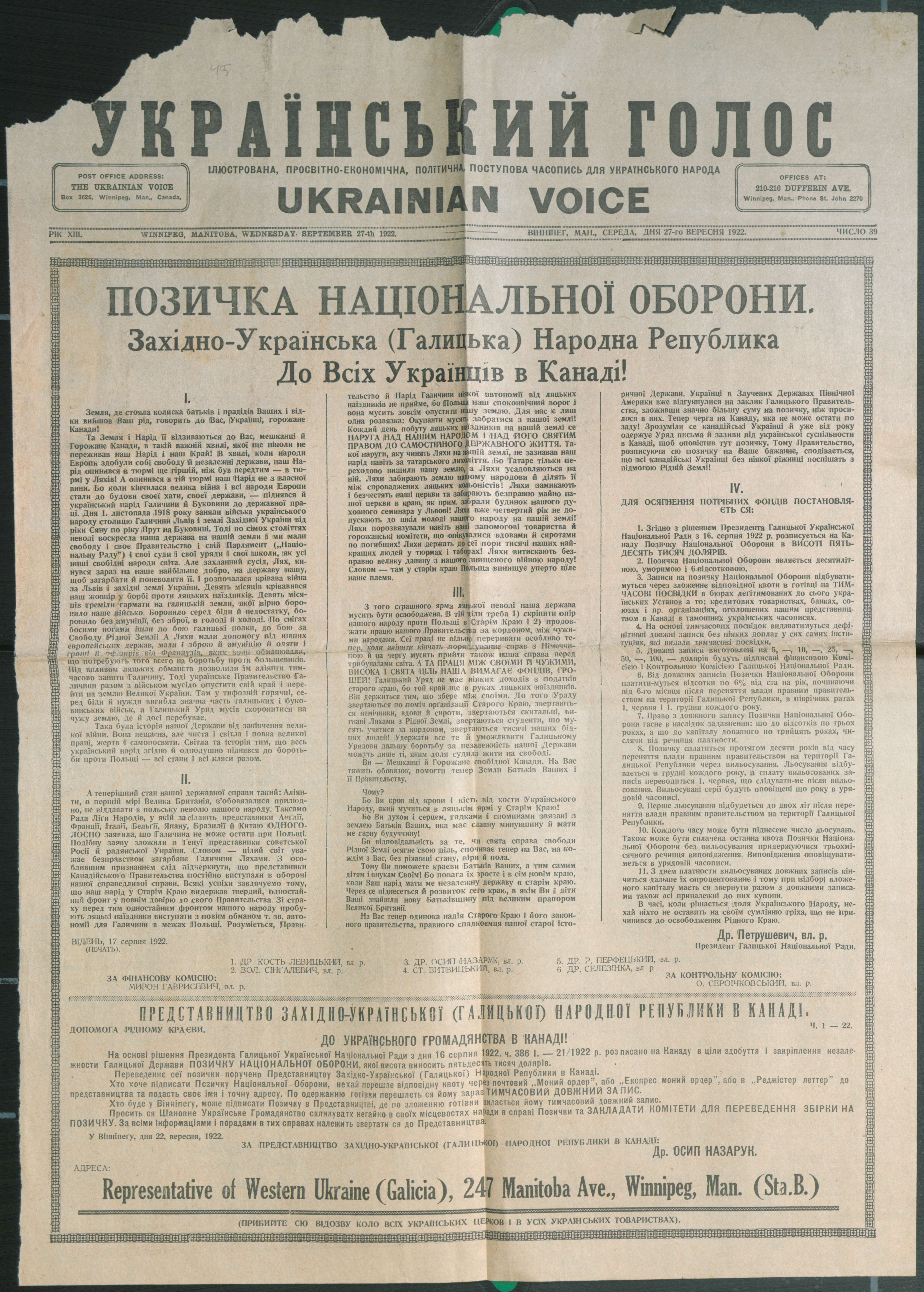
Часопис Український Голос (Вінніпег). «Позичка Національної Оборони». 27 вересня 1922 року

«По́зичка Націона́льної Оборо́ни» — фінансова ініціатива уряду Західноукраїнської Народної Республіки в екзилі, спрямована на залучення фондів від населення та діаспори США й Канади шляхом випуску однойменних облігацій. Кошти, отримані від позики, використовувалися для підтримки уряду ЗУНР та дипломатичних місій у столицях інших країн, а також для здійснення їхньої діяльності.
Облігації «Позички Національної Оборони» випущені 23 червня 1921 року на підставі декрету Президента Української Національної Ради та Уповноваженого Диктатора Євгена Петрушевича від 21 червня 1921 року (ч. 368), на суму 100 000 доларів США, та від 16 серпня 1922 року (ч. 386), на суму 50 000 канадських доларів. Це були 6-відсоткові 10-річні позикові цінні папери номіналами 5, 10, 25, 50 і 100 доларів. Виплата за облігаціями повинна була відбутись на 6-й місяць після повернення влади на території ЗУНР, але не пізніше ніж через 30 років.
Хоча уряд ЗУНР перебував у Відні з 15 листопада 1919 року, а територію Східної Галичини окупувала Польща, юридично статус Галичини залишався невизначеним аж до 15 березня 1923 року. До цього часу уряд ЗУНР продовжував легально представляти інтереси населення та вів дипломатичну боротьбу за незалежність на міжнародній арені, зокрема перед Радою послів у Парижі.

## Передумови
Після завершення Першої світової війни для розв'язання питань повоєнного устрою Європи було скликано Паризьку мирну конференцію, яка працювала з січня 1919 року до січня 1920 року. У березні 1919 року до Парижа прибула делегація на чолі з Дмитром Вітовським і Михайлом Лозинським. Вона мала доручення від Державного Секретаріату Західноукраїнської Народної Республіки домагатися припинення польської агресії проти ЗУНР. В умовах надзвичайної військово-політичної загрози, у якій опинилася Західноукраїнська Народна Республіка, керівництво держави вдалося до особливих заходів з метою збереження її цілісності. 9 червня 1919 року Українська Національна Рада та Державний Секретаріат ухвалили «Розпорядок про введення Диктатури в Західній області УНР», згідно з яким диктаторські повноваження були передані Євгену Петрушевичу.
Попри певні розбіжності в позиціях делегацій країн Антанти щодо «українського питання», вони були одностайними в прагненні запобігти поширенню більшовизму в Європі. Згідно з їхньою думкою, протидіяти цьому могли лише великі територіальні держави. Це призвело до прийняття 25 червня 1919 року рішення, яке надавало Польській республіці право окупувати Східну Галичину, заселену українцями, та встановити тимчасову цивільну адміністрацію «з метою захисту цивільного населення від більшовицьких загроз». 15 листопада 1919 року уряд Західноукраїнської Народної Республіки був змушений емігрувати до Відня, де продовжив свою діяльність у вигнанні. Дії Антанти та Польщі викликали обурення серед українських емігрантів у США, більшість з яких походила з Галичини. Це спонукало їх активно та матеріально підтримувати уряд ЗУНР в екзилі в його дипломатичній боротьбі з Польщею на міжнародній арені.
2 грудня 1919 року представники УНР та Польщі у Варшаві підписали проєкт декларації, за яким УНР віддавала Польщі Холмщину, Полісся, Підляшшя, Західну Волинь, Східну Галичину. 4 грудня 1919 року офіційна дипломатична делегація ЗУНР (Степан Витвицький, Антін Горбачевський, Михайло Новаківський) заявила посольству УНР у Варшаві та уряду Польської Республіки про денонсацію урядом ЗУНР Акту Злуки, як протест проти таємних переговорів уряду УНР з урядом Польщі. 20 грудня 1919 року у Відні за ініціативи уповноваженого диктатора Євгена Петрушевича відбулося засідання уряду ЗУНР, на якому було ухвалено рішення про одностороннє скасування Акту Злуки. Внутрішні суперечності в УНР між центральним урядом і галицькою частиною, представленою Західною Областю УНР, стосовно відносин із Польщею, викликали розчарування серед американських українців. Варшавський договір, підписаний урядом УНР та Польською республікою 21 квітня 1920 року, фактично зупинив підтримку ідеї соборності України з боку української діаспори в США. Емігранти зберігали сентимент до уряду ЗУНР («Галицької Держави»), який представляв їхні інтереси, що призвело до зменшення фінансової підтримки всієї України, зосередивши увагу на допомозі Галичині, Буковині та Закарпаттю.
4 січня 1920 року Євген Петрушевич видав декрет у Відні, яким оголосив про створення спеціальної місії до Сполучених Штатів Америки та Канади. Місія мала на меті залучити фінансові кошти за підтримки українських громад у цих країнах для допомоги Західноукраїнській Народній Республіці, зокрема Галичині та Буковині. Зібрані кошти планувалося спрямувати на допомогу жертвам польсько-української війни, розвиток національних установ у Галичині та Буковині, а також на підтримку політичної діяльності уряду та функціонування українських організацій. 12 березня 1920 року Лонгину Цегельському було видано коротку інструкцію під назвою «реґулямін», яка офіційно легітимізувала дипломатичну місію. Цегельський виїхав до США 23 березня 1920 року, а вже 10 травня 1920 року на чолі з ним було створено окреме дипломатичне представництво ЗУНР в США, яке отримало назву «Бюро Приятелів України».
Правовою основою функціонування уряду Західноукраїнської Народної Республіки в екзилі стало розпорядження Диктатора ЗУНР від 25 липня 1920 року «Про організацію уряду для виконування державної влади в Західно-Українській Народній Республіці в часі тривання повновластий Диктатора». Цей нормативно-правовий акт визначав структуру урядового апарату в умовах еміграції та окреслював головні напрямки державного будівництва, зокрема у сфері фінансової та економічної політики. Згідно з положеннями розпорядження, були утворені окремі уряди: Уряд для фінансів та Уряд для торгівлі й промислу.

## Опис облігації

### Облігації в США

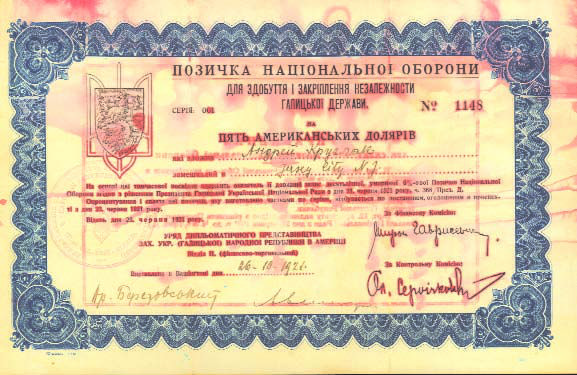
Облігація «Позички Національної Оборони» для США номіналом 5 доларів 1921 року

Для забезпечення масовості продажу облігацій «Позички Національної Оборони» в США, українські громадські організації подбали про їх якісний друк на півтвердому папері розміром 27,5 дюйм × 17,875 дюйм (69,85 см × 45,40 см). Фінансування друку забезпечила Асоціація Українців-Католиків в Америці «Провидіння»⁣⁣, а видавництво «Свобода» надало свою друкарню для виготовлення облігацій. Щоб облігації були схожі на американські бонди, було закуплено готові бланки з гільйошними рамками. В рамки вставили український текст, що включав заголовок «Позичка Національної Оборони для здобуття і закріплення Незалежности Галицької Держави», а також номінал облігації («п'ять», «десять», «двайцять п'ять», «п'ятдесят» та «100 долярів»). Під номіналом передбачалося місце для заповнення прізвища та адреси покупця. Дрібним шрифтом було наведено деталі щодо вартості облігацій.
Внизу документа розміщувалася офіційна назва установи, що випустила облігації: «Уряд Дипльоматичного Представництва Зах. Укр. (Галицької) Народної Республіки в Америці». Праворуч було надруковано прізвище члена Фінансової комісії Мирона Гаврисевича, а також Олександра Сероічковського, який представляв Контрольну комісію. У лівому верхньому куті розміщувався великий стилізований герб ЗУНР — Галицький лев у щиті на тлі тризуба.
Облігації номіналом 10 доларів мали сині рамки, а облігації інших номіналів були з помаранчевими рамками. На зворотному боці кожної облігації було розміщено інструкції для учасників Позички Національної Оборони.
| Серія       | Номери    | На суму ($) |
| 5 доларів   | 5 доларів | 5 доларів   |
| ----------- | --------- | ----------- |
| 001         | 1-1235    | 6 175       |
| 002         | 1-2135    | 10 625      |
| 003         | 1-1459    | 7 295       |
| 004         | 1-2323    | 11 615      |
| 005         | 1-858     | 4 200       |
| 10 доларів  |           |             |
| 005         | 859-1380  | 5 220       |
| 006         | 1-2256    | 22 560      |
| 007         | 1-222     | 2 220       |
| 25 доларів  |           |             |
| 007         | 223-422   | 5 000       |
| 007         | 873-1472  | 15 000      |
| 50 доларів  |           |             |
| 007         | 423-622   | 10 000      |
| 007         | 1473-1672 | 10 000      |
| 100 доларів |           |             |
| 007         | 623-872   | 25 000      |

### Облігації в Канаді

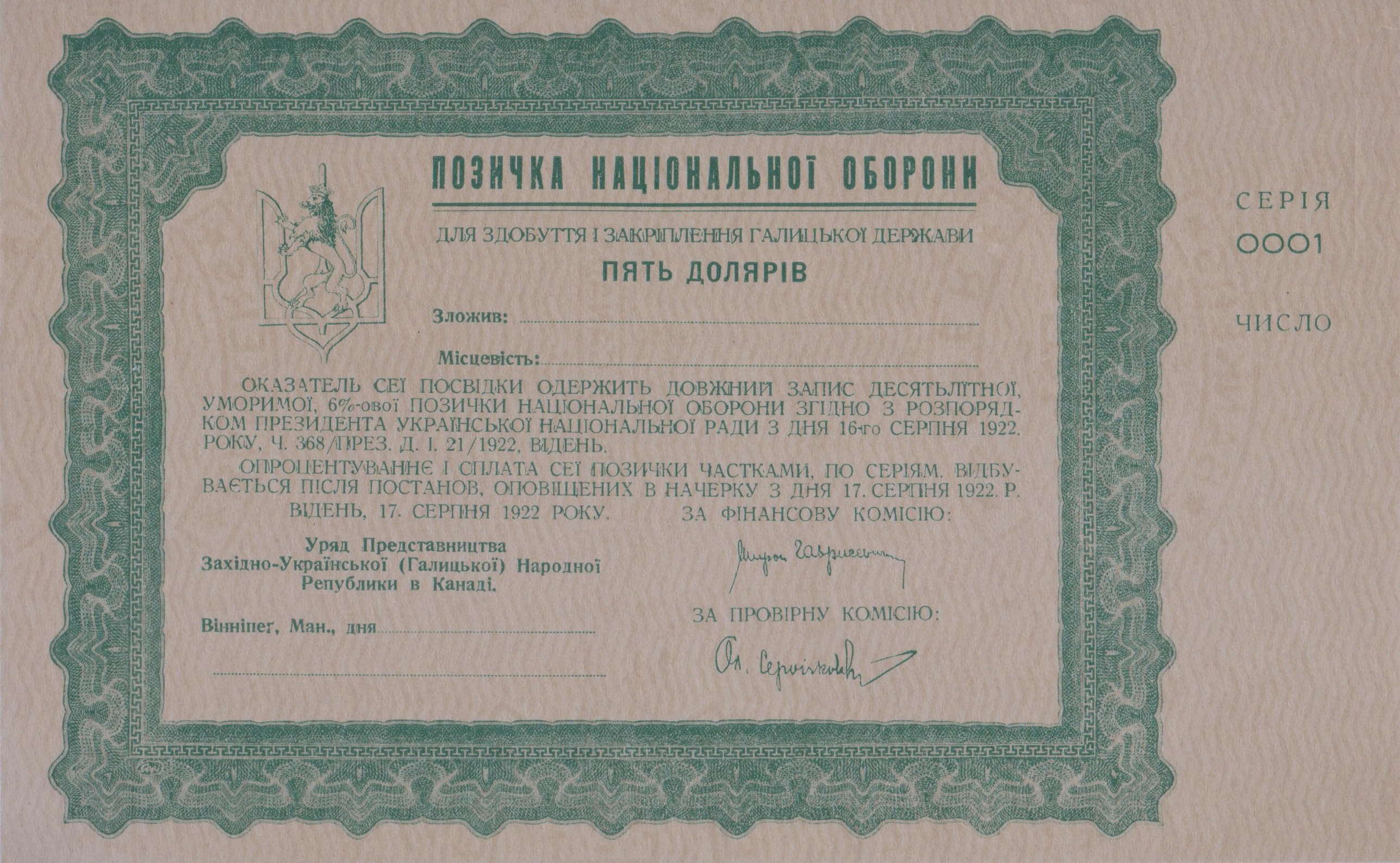
Облігація «Позички Національної Оборони» для Канади номіналом 5 доларів 1922 року

Облігації «Позички Національної Оборони» в Канаді були випущені з такими ж номіналами та розмірами, як і облігації для США, проте кожна серія була надрукована на різноколірному папері з водяними знаками. Загальне оформлення залишилося подібним до випуску 1921 року для США, однак з деякими додатковими відмінностями. З правого боку облігацій для Канади був доданий маргінес із серійним номером і незаповненим порядковим числом. Хоча стилізація була трохи іншою, підписи залишилися такими ж, як і на американських бланках. У гербі ЗУНР на канадських облігаціях лев зображувався на тризубі, а не на щиті. Зворотна сторона облігацій залишалася незадрукованою.

## Позика в США
31 травня 1921 року президент Євген Петрушевич звернувся до українців США із закликом про матеріальну та моральну підтримку уряду ЗУНР у його зусиллях щодо збереження галицької державності на міжнародному рівні. Для продовження роботи дипломатичних представництв ЗУНР, зокрема дипломатичної місії в Парижі під керівництвом Степана Витвицького, що захищала інтереси Галицької Республіки та протистояла польським претензіям на цю територію, було необхідно зібрати 100 000 доларів США.
Посол Лонгин Цегельський намагався залучити у Нью-Йорку та Монреалі кількох американських і канадських фінансистів, які могли б надати уряду Галицької Республіки капітал у формі позики, що забезпечувалась би випуском державних облігацій. Планувалося, що облігації могли б бути придбані українською діаспорою в США та Канаді, а також, можливо, місцевими інвесторами. Однак знайти таких інвесторів не вдалося, і єдиним варіантом залишилася реалізація фінансового плану власними силами. В галицькому уряді виникли сумніви щодо спроможності Цегельського вести фінансові справи, й для допомоги йому скерували уповноважених для цього осіб. 31 травня 1921 року до США вирушила Галицька фінансово-торгівельна місія у складі Луки Мишуги та Романа Березовського для здійснення фінансової позики. 1 липня 1921 року у Вашингтоні за адресою 1901 Columbia Road було офіційно відкрито дипломатичне представництво Галицької Республіки. У зв’язку з непорозуміннями щодо повноважень Лонгина Цегельського та Романа Березовського 7 липня 1921 року відбулося спільне засідання двох місій. Було вирішено, що надзвичайна місія входитиме до складу дипломатичного представництва, утворюючи з ним єдину структуру. Місію поділили на два відділи: дипломатичний і фінансово-торговельний. Очолювати місію та залишатися дипломатичним представником продовжив Лонгин Цегельський. Роман Березовський став керівником фінансово-торговельного відділу, а Лука Мишуга — секретарем місії та членом цього ж відділу. Усі політичні питання обговорювалися на спільних нарадах, де кожен із трьох членів мав рівне право голосу.
25 липня 1921 року у «Свободі» та інших американських виданнях було опубліковано звернення Євгена Петрушевича про збірку стотисячного фонду для допомоги урядові ЗУНР. Для збору цих коштів було випущено 6 % 10-річні позикові цінні папери номіналами 5, 10, 25, 50 і 100 доларів. Виплата за облігаціями повинна була відбутись на 6-й місяць після повернення влади на територію ЗУНР, але не пізніше ніж через 30 років. Оголошення в газеті «Свобода» закликало українські товариства та установи в США організувати збір коштів на підтримку Західноукраїнської Народної Республіки. У зверненні наголошувалося на необхідності координації акції, щоб зібрані кошти перебували під постійним контролем і своєчасно передавалися уряду ЗУНР у Відні.
У липні 1921 року Лонгин Цегельський подав у відставку через конфлікти та фінансові труднощі, але Євген Петрушевич її не прийняв і доручив йому активізувати політичну діяльність у США. Попри спроби зустрітися з високопосадовцями, офіційний Вашингтон відмовив у переговорах з представниками «невизнаних урядів». Наприкінці листопада 1921 року Роман Березовський залишив місію та виїхав до Відня, а незабаром після цього Цегельський повторно попросив відставку, посилаючись на брак коштів. Отримавши наказ залишатися на посаді, він усе ж самовільно виїхав до Відня 10 грудня. Після раптової відставки Лонгина Цегельського Лука Мишуга взяв на себе відповідальність за збір коштів. 18 грудня 1921 року Євген Петрушевич передав йому всі справи, уповноваживши тимчасово керувати дипломатичним представництвом Галицької Республіки та торговельно-фінансовим відділом.
Продаж облігацій «Позички Національної Оборони» тривав з 21 липня 1921 року до 25 травня 1922 року. За цей період вдалося зібрати не лише заплановані 100 000 доларів, а й додатково ще 11 792 долар понад очікування. Успіх кампанії в США значною мірою був заслугою Луки Мишуги, який упродовж 1921―1922 років активно виступав перед українськими громадами. Він здійснив численні поїздки, виступаючи на народних вічах, зборах і громадських заходах — нерідко по кілька разів на день, навіть у святкові та вихідні дні. Його діяльність охопила широкий географічний простір і мала важливе мобілізаційне значення для підтримки уряду Західноукраїнської Народної Республіки. Значний внесок в успіх кампанії зі збору коштів зробили невеликі громади збирачів, серед яких особливо виділялися священники українських церков у США, а також голови, секретарі та скарбники громадських організацій. Водночас важливу роль відіграла й велика українська діаспора в США, яка, попри складні умови, продемонструвала високу свідомість і розуміння важливості державної незалежності Галицької Республіки. Зокрема, одним із прикладів, які можна навести з кампанії зі збору коштів, є наступний факт:
|                                                                           | Один старенький наш еміґрант 1890-их років з Чикаґо закупив у 1921 році облігацій за весь свій заощаджений фонд сімсот долярів, залишився без цента при душі. Коли йому звертали увагу збірщики, що може і таке статися, що виплачені ним на позичку гроші не будуть йому повернені, бо можливо Галичина не зможе відреставрувати своєї державности, зважаючи на загальний спротив світових потуг відродженню української державності, старенький безімений еміґрант, подумавши, відповів: «Якщо не буде нашої держави, то хай шляк трафить і всі мої гроші!» |
| — Володимир Трембіцький, Альманах Українського Народного Союзу №61 (1971) | |

## Позика в Канаді

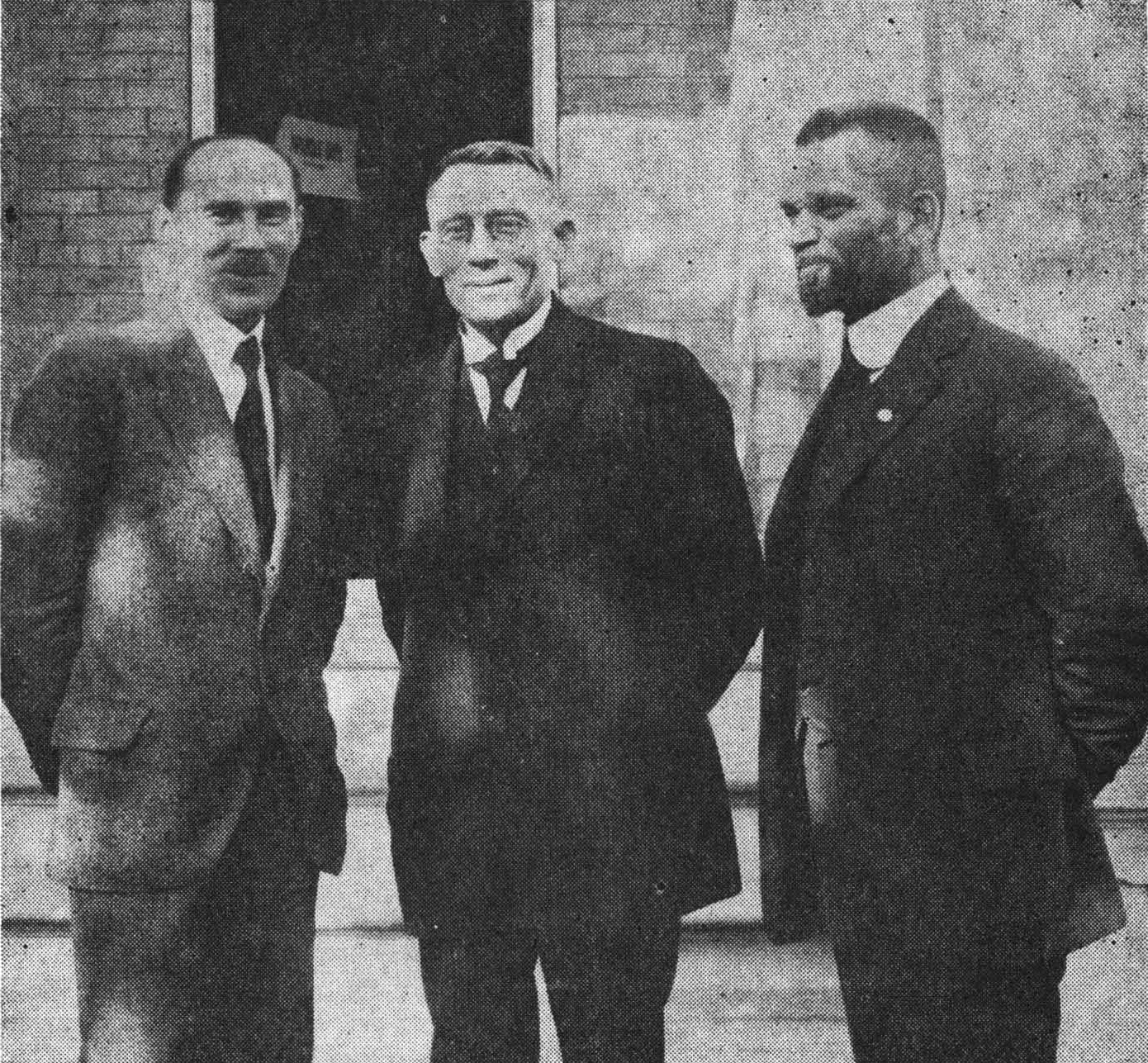
Представники Уряду ЗУНР в США і Канаді. Стоять (зліва): д-р Лука Мишуга, д-р Осип Назарук і проф. Іван Боберський. 1922 рік

«Позичка Національної Оборони» була оголошена урядом ЗУНР у Відні 16 серпня 1922 року, на рік пізніше, ніж у США, і становила 50 000 канадських доларів. Продаж облігацій здійснювало представництво ЗУНР у Канаді під керівництвом Осипа Назарука та його заступника Івана Боберського.
Місія Західноукраїнської Народної Республіки у США мала дипломатичний та національний характер, тоді як місія доктора Осипа Назарука в Канаді зосереджувалася переважно на національній діяльності. На відміну від Вашингтона, де розташовувалося дипломатичне представництво Галицької Республіки, канадська місія діяла у Вінніпезі, центрі громадсько-політичного життя місцевих українців. Подібно до Луки Мишуги, Назарук разом із професором Іваном Боберським відвідував українські поселення, виступаючи з промовами та закликаючи до фінансової та політичної підтримки Галичини й уряду ЗУНР. Представництва у Вашингтоні та Вінніпезі підтримували тісний контакт і координували свої дії.
27 вересня 1922 року в тижневику «Український Голос» та інших канадських виданнях було опубліковано звернення Євгена Петрушевича про збірку фонду для допомоги урядові ЗУНР. Це були 6 % 10-річні позикові цінні папери з номіналами 5, 10, 25, 50 і 100 доларів, які друкувалися із захисними елементами для запобігання підробкам.
За період з 15 вересня 1922 року по 16 серпня 1923 року було продано облігацій «Позички Національної Оборони» на суму 32 856 доларів, а станом на 31 січня 1924 року ця сума зросла до 33 290 доларів. Це була найбільша сума, будь-коли зібрана українськими емігрантами в Канаді для доброчинної допомоги до 1923 року. 
| Назва провінції     | Сума ($)  |
| ------------------- | --------- |
| Британська Колумбія | 143,50    |
| Альберта            | 5 116,99  |
| Саскачеван          | 14 109,51 |
| Манітоба            | 9 483,53  |
| Онтаріо             | 4 067,30  |
| Квебек              | 226       |
| Нова Шотландія      | 2         |
| США                 | 141,55    |

## Історичне значення
Місія ЗУНР для проведення «Позички Національної Оборони» отримувала не лише фінансову, але й значну моральну підтримку від українців, які проживали в США. Протягом весни та літа 1921 року Український національний комітет у США разом з українськими громадами з різних штатів активно надсилали до вашингтонської адміністрації петиції та телеграми, адресовані президенту США. У цих зверненнях вимагали припинення польської окупації Східної Галичини та визнання уряду Євгена Петрушевича і незалежності Західноукраїнської Народної Республіки. Водночас відбулися маніфестації, зокрема в Медісон-сквер-гардені, а також марш 23 000 осіб по П'ятій авеню в Нью-Йорку й пікетування польського консульства в цьому місті.
Кошти в сумі 138 000 доларів (приблизно 2 589 972 $ станом на 2024 рік), зібрані від «Позички Національної Оборони» фінансово-торгівельним відділом дипломатичного представництва ЗУНР у США та Канаді, були передані уряду ЗУНР у Відні. Там їх розподіляли між посольствами та дипломатичними представництвами в столицях Європи, зокрема в Берліні, Будапешті, Празі, Римі (Ватикані), Парижі, а також у Бразилії. Ці кошти також використовувалися для надання допомоги полоненим, біженцям-репатріантам, сиротам і вдовам. Зібрані кошти повністю забезпечували всі потреби екзильного уряду ЗУНР аж до рішення Ради послів держав Антанти щодо східних кордонів Польщі 1923 року, яке фактично узаконило анексію Східної Галичини та поставило крапку на проєкті незалежності Галицької Республіки. 15 березня 1923 року екзильний уряд ЗУНР припинив існування.